# Крвна група
Крвна група је опис карактеристика црвених крвних зрнаца код особа. Две најважније класификације су AB0 и Rh фактор.

## ABО групе
Крв се дели на 4 крвне групе, у зависности да ли у еритроцитима постоје одређени протеини. То су групе: A или a, B или b, AB или ab и O или o. Хемијске анализе су доказале да носиоци крвне групе A имају у мембранама еритроцита специфичан протеин аглутиноген A (антиген A). Кад се крв крвне групе A да неком ко нема тај протеин, али зато у крвној плазми има истородно антитело (аглутинин α или анти-А) доћи ће до аглутинације. Крв крвне групе B садржи аглутиноген B на еритроцитима, крв крвне групе AB садржи оба протеина, а крв нулте крвне групе (O) не садржи ни један од та два протеина. Последица ове појаве је та да крв крвне групе O не може да прима крв крвних група A, B и AB него само своје крвне групе, а носилац крвне групе AB не може да даје крв крвним групама A,B и O, јер оне не поседују оба протеина. Стога, за O групу се каже да је универзални давалац (зато што крв било које крвне групе може да прими крв O групе), а за групу AB се каже да је универзални прималац.

## фактор
Поред поделе на ABO групе, постоји и резус фактор (Rh фактор), који је добио назив по резус мајмуну код кога је и први пут откривен. Сви људи се деле на Rh+ (рх позитивне) и Rh- (рх негативне). Људи са Rh+ крвљу стварају резус протеин, док га људи са Rh- крвљу не стварају. При трансфузији, поред ABO група, пази се и на овај фактор. Тако да је O- крвна група најуниверзалнији давалац јер, поред тога што не садржи ни један од два аглутиногена, она не садржи ни резус протеин. Сходно томе, AB+ крвна група је најуниверзалнији прималац, јер садржи сва три протеина.
Код трудноће, Rh фактор се наслеђује. Ако је мајка Rh-, постоји шанса од 50% до 100% да ће дете бити Rh+ (под условом да је отац Rh+). Током порођаја, фетусна крв може да дође у контакт са крвљу из плаценте и када реагују, може да се покрене стварање имуног одговора код мајке. Мајка ће после порођаја неминовно створити антитела и трајно ће доћи до промене имунитета. Оваква ситуација се сада медицински решава.

### Учесталост Rh фактора
Ово је предвиђена учесталост Rh фактора у становништву, на бази појављивања генотипа:
| становништво          | Rh-  | Rh+   |
| европско порекло      | 16%  | 84%   |
| афричко порекло       | 0.9% | 99.1% |
| неевропско, неафричко | 0.1% | 99.9% |

За Rh- особе, постоји ризик код путовања у делове света где су залихе Rh- крви мале, посебно у источној Азији.

## Учесталост
Крвне групе нису правилно распоређене широм популације. O+ је најчешћа, а AB- најређа. Такође постоје варијације у распореду крвних група у оквиру људских суб-популација. Цифре у овој табели важе за становништво европског порекла.

| Тип | Учесталост |
| --- | ---------- |
| O+  | 38%        |
| A+  | 34%        |
| B+  | 9%         |
| O-  | 7%         |
| A-  | 6%         |
| AB+ | 3%         |
| B-  | 2%         |
| AB- | 1%         |

## Компатибилност
| Прималац | Давалац | Давалац | Давалац | Давалац | Давалац | Давалац | Давалац | Давалац |
| Прималац | O-      | O+      | B-      | B+      | A-      | A+      | AB-     | AB+     |
| AB+      | X       | X       | X       | X       | X       | X       | X       | X       |
| AB-      | X       |         | X       |         | X       |         | X       |         |
| A+       | X       | X       |         |         | X       | X       |         |         |
| A-       | X       |         |         |         | X       |         |         |         |
| B+       | X       | X       | X       | X       |         |         |         |         |
| B-       | X       |         | X       |         |         |         |         |         |
| O+       | X       | X       |         |         |         |         |         |         |
| O-       | X       |         |         |         |         |         |         |         |
| -------- | ------- | ------- | ------- | ------- | ------- | ------- | ------- | ------- |

## Имуногенетика крвних група

### АБО систем крвних група
Оснивачем имунологије крви сматра се Карл Ландштајнер који је, заједно са сарадницима, открио АБО систем крвних група.
Крвна плазма човека може да садржи две врсте антитела који се називају:
- аглутинин анти-А и
- аглутинин анти-Б.

Иако није у потпуности разјашњено зашто све особе поседују антитела на аглутиногене које не експримирају на површини еритроцита (иако њима никада нису биле изложене), универзално прихваћена претпоставка је да неке интестиналне бактерије испољавају веома сличне антигене на површини своје мембране што иницира продукцију специфичних антитела веома рано у животу јединке.
На еритроцитима се налазе две врсте антигена названих:
- аглутиноген А и
- аглутиноген Б.

Аглутинини и аглутиногени су под контролом гена и наслеђују се. У крви једне особе не могу се наћи истородно антитело и антиген (аглутинин анти-А и аглутиноген А или аглутинин анти-Б и аглутиноген Б). Ако би при трансфузији крви до тога дошло, догодила би се аглутинација — стварање агрегата имунских комплекса (громуљице које могу запушити крвне судове и изазвати тешке поремећаје).
На основу присуства аглутиногена на еритроцитима људе делимо на 4 групе:
1. особе О крвне групе које немају аглутиногене на еритроцитима, а у крвној плазми имају оба аглутинина и анти-А и анти-Б; пошто немају антигене ове особе су универзални даваоци, а крв могу примати само од своје крвне групе;
2. особе А крвне групе на еритроцитима имају аглутиноген А, а у плазми аглутинин анти-Б; примају крв од своје и О крвне групе, а дају својој и АБ крвној групи;
3. особе Б крвне групе на еритроцитима имају аглутиноген Б, а у плазми аглутинин анти-А; примају од своје и О, а дају крв својој и АБ крвној групи;
4. особе АБ крвне групе имају оба аглутиногена и А и Б, док у плазми немају аглутинине; они су универзални примаоци јер немају антитела; дају само својој крвној групи.

### Rh систем крвних група
Поред поменутих антигена у АБО систему еритроцити могу да садрже антигене који се означавају као Rh фактор. Разлика између Rh антигена А и Б је у томе што тек већа количина унетих Rh-антигена доводи до стварања Rh антитела у плазми примаоца, док су антитела анти-А и анти-Б стално у њој присутна. Крв Rh+ особе садржи Rh антиген (Д антиген), док је Rh- крв без тог антигена.
Разумевање генетике Rh система је од посебног значаја за брак Rh- мајке и Rh+ оца. У таквом браку се може зачети ембрион са Rh+ крвљу код кога се ствара Rh антиген (Д антиген). Сматра се да плацента у већини случајева спречава пролазак Rh антигена ембриона у крв мајке, али се то у извесним случајевима дешава. Када се то деси у крви мајке долази до постепеног стварања Rh антитела, што најчешће нема последице за прво дете, јер оно до тада већ заврши своје развиће. Међутим, при самом порођају у крв мајке доспева већа количина Rh антигена што изазива стварање антитела. У случајевима када је оваква трудноћа правовремено детектована, трудници се 24—72 сата пред порођај интрамускуларно примени препарат који садржи анти-Rh антитела која се везују за Rh+ еритроците, спречавају појаву имуног одговора мајке па самим тим и стварање меморијских лимфоцита и дугоживећих плазмоцита који би приликом следеће трудноће могли да узрокују проблеме у развоју плода. Уколико се ово не изведе, следећа трудноћа у већини случајева (око 65%) јесте вијабилна али се дете рађа са благим или некада и веома тешким анемијама које често имају фаталан исход.